# Dartmouth Castle
Dartmouth Castle ist eine Burg an der Mündung des Dart River bei Dartmouth in der Grafschaft Devon in Großbritannien.

## Lage
Es schützte zusammen mit dem am gegenüberliegenden Ufer gelegenen Kingswear Castle den Hafen gegen Eindringlinge von See. Unmittelbar angrenzend ist die Kirche St Petroc’s.

## Geschichte
Bereits seit 1388 gab es hier eine Festung. Das gegenwärtige Bauwerk ist die älteste erhaltene englische Küstenfestung, die für Kanonen erbaut wurde. Es entstand 1481 bis 1495 und wurde im 16. und 17. Jahrhundert erweitert. Dartmouth  Castle wurde bis ins 19. Jahrhundert als Festung genutzt. Von der Burg aus konnte eine Kette quer über das Wasser zum Kingswear Castle auf der anderen Seite gespannt werden. Diese versperrte im Verteidigungsfall die Ein- bzw. Ausfahrt des River Dart und schützte somit die Stadt Dartmouth und dessen Hinterland.
Heute gehört das Castle dem English Heritage und kann gegen Entgelt besichtigt werden.